# Jean Nicolas Méquillet
Pour les articles homonymes, voir Méquillet.
Jean Nicolas Méquillet, né le 6 mars 1736 à Blamont, mort le 25 juillet 1822 à Héricourt (Haute-Saône), est un général de division de la Révolution française.
Il est le frère de Charles-Nicolas Méquillet (1728-1802).

## États de service
Il entre en service le 1er janvier 1755 comme volontaire au régiment suisse de Planta, il passe enseigne le 1er janvier 1759, sous-lieutenant le 1er février 1759, et lieutenant le 26 juillet suivant. Il est nommé aide-major le 20 novembre 1764, capitaine le 11 août 1766, et il est fait chevalier du mérite militaire en 1783. Il est mis à la retraite le 9 mai 1784.
Il reprend du service le 21 octobre 1791, il est élu chef du 3e bataillon de volontaires de la Haute-Saône, et il prend le commandement de Neuf-Brisach le 5 juillet 1792.
Il est promu général de brigade provisoire le 19 mai 1793, et général de division provisoire le 30 juillet suivant. Il est suspendu de ses fonctions le 27 juillet 1794. Il est remis en activité le 28 septembre 1794, et confirmé dans son grade de général de division le 13 juin 1795. Il est admis à la retraite le 11 novembre 1796.
Il meurt le 25 juillet 1822, à Héricourt.

## Sources
- (en) « Generals Who Served in the French Army during the Period 1789 - 1814: Eberle to Exelmans »
- Étienne Charavay, Correspondance général de Carnot, tome 1, imprimerie Nationale, 1893, p. 169.
- (pl) « Napoléon.org.pl »